# Dolichosybra strandiella
Dolichosybra strandiella là một loài bọ cánh cứng trong họ Cerambycidae.